# Гладкий Володимир Ілліч
Володимир Ілліч Гладки́й (нар. 24 квітня 1929, Дніпропетровськ — пом. 23 жовтня 2003, Донецьк) — український живописець, графік та педагог; член Спілки художників України з 1957 року.

## Біографія
Народився 24 квітня 1929 року в місті Дніпропетровську (тепер Дніпро, Україна). 1952 року закінчив Одеське художнє училище (викладачі Данило Крайнєв, Леонід Мучник, Михайло Тодоров).
Протягом 1952–1955 років працював в Донецьку викладачем ізостудії Палацу піонерів, протягом 1957–1970 років очолював Будинок культури у Донецьку. Серед його учнів художник Юрій Зорко. Жив в Донецьку в будинку на вулиці Артема № 84, квартира 12, потім в будинку на вулиці Цусімській № 56, квартира 29. Помер у Донецьку 23 жовтня 2003 року.

## Творчість
Працював в галузі станкового і монументального живопису, станкової і книжкової графіки. Серед робіт: 
монументально-декоративні розписи
- «З казки в минуле» (1968; Амвросіївська школа-інтернат);
- «Фізкультура та спорт» (1968, фреска; Будинок культури Артемівського алебастрового заводу);

живопис
- «Лист батькові» (1954);
- портрет шахтаря В. Кучера (1954);
- портрет балерини О. Горчакової (1954);
- «Казкар Г.-Х. Андерсен» (1983);
- «О. Грін» (1983);
- «О. Довженко на зйомках кінофільму “Земля”» (1984);
- «О. Пушкін у Михайлівському» (1989);
- «Чорноморська регата» (2002).

графіка
- «Старий Донбас» (1957);
- «На світанку революції» (1957);
- «Донбас» (1960);
- «Люди,будьте пильні!» (1961);
- «У Західному Берліні» (1961);
- «У вільному світі» (1963);
- «У владі долара» (1963);
- «У світі жовтого диявола» (1963);
- «З глибини століть» (1993);
- «Реквієм Чорнобилеві» (1993);
- «Червоні вітрила» (1994);
- «Три веселки часу» (1995);
- «І Січ Запорозьку цариця Катерина ІІ спалила» (1999);
- «Третій сон баби Горпини» (1999);
- «Родина рибалки» (1999);
- «Цирк» (1999);
- «Відлуння часу» (1999);
- «Мир вам» (1999).

Брав участь у обласних виставках з 1952 року, всеукраїнських з 1954 року, всесоюзних з 1957 року. Персональні пройшли у Донецьку у 1983, 1986 та 1999 роках. 
Окремі твори художника зберігаються у Донецькому краєзнавчому музеї, Донецькому та Херсонському художніх музеях. 